# Deja Vu (песня Оливии Родриго)
«Deja Vu» — песня американской певицы Оливии Родриго, вышедшая 1 апреля 2021 года на лейблах Interscope Records и Geffen Records в качестве второго сингла с дебютного альбома Sour. Песня была анонсирована на веб-сайте певицы и в её социальных сетях 29 марта 2021 года — за три дня до выхода песни. Она является продолжением коммерчески успешного дебютного сингла «Drivers License». Песня о разбитом сердце и воспоминаниях, сочетает такие стили как психоделический поп, поп-рок, арт-поп и инди-поп.
Родриго написала песню вместе с её продюсером Дэном Нигро. Музыканты Тейлор Свифт, Джек Антонофф и St. Vincent также получили признание как соавторы песни, поскольку она интерполирует песню Свифт 2019 года «Cruel Summer». Песня «Дежавю» показывает, как Родриго вспоминает бывшего любовника, у которого другие отношения, о его дежа вю, когда его поведение с новой возлюбленной вызывает в памяти то, что он раньше делал с Родриго. Как и её предшественник, песня получила признание музыкальных критиков. Сопровождающее музыкальное видео происходит в Малибу (Калифорния) и изображает новую девушку субъекта, которую играет Талия Райдер, имитирующую все стили и привычки самой Родриго.
«Deja Vu» дебютировал под номером восемь в США Billboard Hot 100, став вторым подряд синглом с «Sour», вошедшим в первую десятку чарта после «Drivers License»; Родриго также стала первым артистом в истории, дебютировавшим со своими первыми двумя синглами в первой десятке Hot 100.
После выхода альбома Sour песня поднялась до третьего места в чарте, став третьим синглом певицы, вошедшим в тройку лучших. В других странах сингл вошёл в десятку лучших в Австралии, Канаде, Ирландии, Латвии, Малайзии, Новой Зеландии, Сингапуре, Словакии и Великобритании.

## История
Родриго начала опубликовать загадочные тизеры в своих социальных сетях аккаунтах в конце марта 2021 года. 29 марта она объявила, что новый сингл будет называться «Deja Vu», и сообщила дату релиза, который состоится спустя три дня, заверив фанатов, что это объявление не было шуткой на День смеха. В том же посте она представила обложку сингла. Родриго опубликовала три загадочных мерцающих клипа перед объявлением, на которых изображены тающий рожок мороженого, дрейфующие облака и машина, едущая вдоль океана, что Стеффани Ван из Nylon истолковала как отсылку к лирике «Deja Vu». В интервью MTV News Родриго заявила, что песня «определённо не похожа на „Drivers License“», и была взволнован и нервничала по поводу того, что её аудитория видит или ожидает что-то другое.

## Композиция
«Deja Vu» была создана и записана в конце 2020 года. Она была описана как эфирная среднетемповая психоделическая поп-музыка, поп-рок, арт-поп и инди-поп-песня, в то время как другие источники отмечают альтернативные влияния. Она содержит лирику, вращающуюся вокруг разбитого сердца.
В «Deja Vu» Родриго обращается к прошлому партнёру, у которого в настоящее время другие отношения, и вспоминает, как они ездили по побережью Калифорнии, ели клубничное мороженое, смотрели повторы шоу Glee и слушали песню Билли Джоэла «Uptown Girl».

## Отзывы
Песня получила положительные отзывы музыкальных обозревателей. Куинн Морленд из Pitchfork заявил, что с «Deja Vu» Родриго становится «следующим тяжеловесом поп-музыки», похвалив «восхитительно заманчивую» постановку песни и назвав её «дерзкой» и «горько-сладким катарсисом». Том Брейхан из Stereogum отметил стилистическое изменение темпа по сравнению с «Drivers License», описав трек как «головокружительный топающий поп-бангер с эйфорически-певучим припевом», хотя он также отметил схожий сюжет. Татьяна Тенрейро из The A.V. Club оценила трек как улучшение по сравнению с дебютным синглом певицы, заявив, что «Deja Vu — это потрясающий, сверкающий трек, который похож на брак между Тейлор Свифт и Radiohead».

### Итоговые списки критиков
Некоторые издания включили «Deja Vu» в список 100 лучших песен 2021 года. Роб Шеффилд из Rolling Stone поставил песню на второе место и счёл её самой лучшей и недооценённой среди успешных релизов Родриго в том году, утвердив её в статусе «поп-дивы момента». Он с большим энтузиазмом отозвался о песне «Uptown Girl»: «Это идеальная поездка на поп-машине времени». Pitchfork включил «Deja Vu» в рейтинг под номером 10, а Дженн Пелли заявила, что, несмотря на успех «Drivers License» в чартах, «Deja Vu» ознаменовал становление Родриго как артистки. Она отметила её искреннее возмущение по поводу банальных занятий её бывшего и его партнёра и заявила, что «в драме [песни] Оливия — режиссёр». NPR включил её в список под номером 20, а Линдси Маккенна заявила, что, несмотря на интерполяцию, «трек — это все Родриго: резкая отповедь ушному червю, поданная с непочтительной игривостью и грубой силой». В рейтинге дискографии Родриго за 2023 год Шеффилд назвала «Deja Vu» своей лучшей песней, а Джесси Аткинсон — пятой лучшей.
| Публикация | Список                     | Ранг | Ссылка |
| ---------- | -------------------------- | ---- | ------ |
| NPR        | The 100 Best Songs of 2021 | 20   | [ 21 ] |
| Pitchfork  | The 100 Best Songs of 2021 | 10   | [ 20 ] |

## Коммерческий успех
«Deja Vu» дебютировала на 8-м месте в Billboard Hot 100, что сделало Родриго первым артистом, дебютировавшим с двумя первыми своими синглами в топ-10 чарта Hot 100.
Также она стала первым музыкантом, дебютировавшим в лучшей пятёрке стримингового чарта Billboard Streaming Songs своими первыми двумя хитами. «Deja Vu» 17 апреля 2021 года дебютировал на 4-м месте, а ранее сразу на 1-м месте стартовал «Drivers License». Прошлый рекорд Streaming Songs был лишь в десятке лучших, он у Леди Гаги: «Applause» и «Dope» дебютировали на 9-м и 1-м местах соответственно, в 2013 году, когда это стриминговый хит-парад стартовал.
5 июня 2021 года песня поднялась на 3-е место Hot 100.

## Музыкальное видео

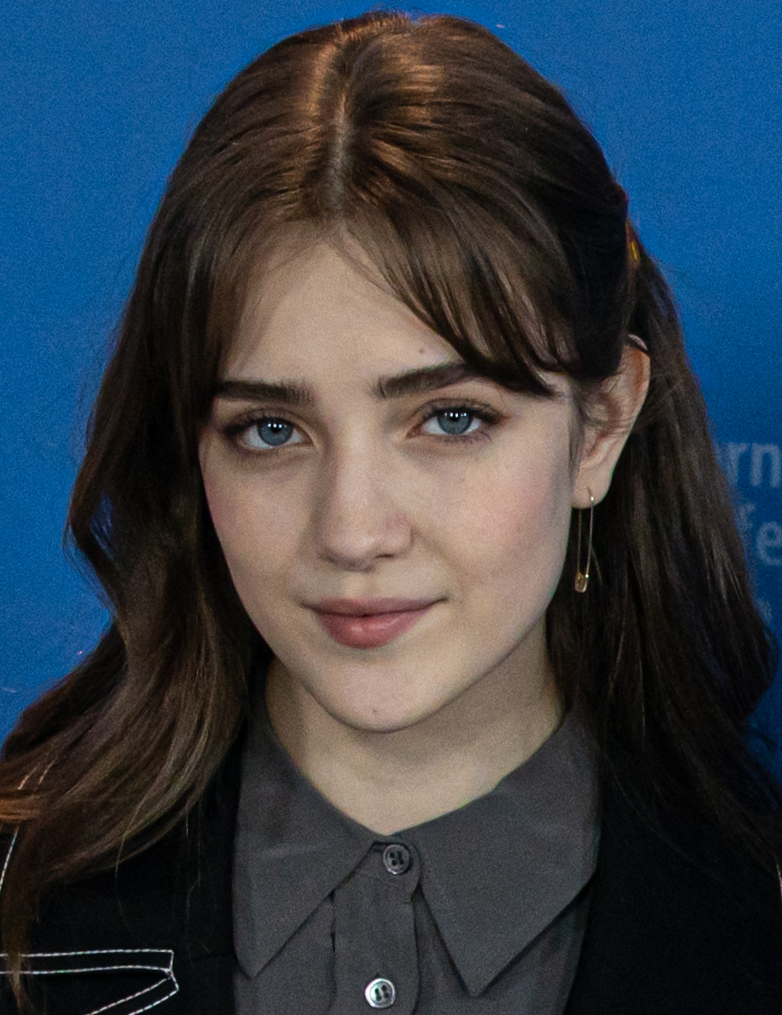
Актриса Райдер, Талия снялась в клипе «Deja Vu».

Перед выходом «Deja Vu» Родриго появилась на YouTube и MTV для премьеры своего нового сингла, она сказала, что они с командой сняли видеоклип на «Deja Vu» в Малибу. Режиссёром клипа стала Элли Эвитал (Allie Avital Tsypin, дочь Георгия Цыпина, сценариста Сочинской Олимпиады-2014), работавшая с Кешей и Рэйчел Платтен. В видео снялась 18-летняя американская актриса Талия Райдер (Talia Ryder).
В клипе Родриго едет по шоссе Тихоокеанского побережья в косынке, напоминающей те, что носили актрисы в фильмах Альфреда Хичкока. Приехав домой, она примеряет такое же зелёное платье, как и Райдер, и сталкивается с отражением последней в зеркале. Родриго осознаёт сходство между бывшими отношениями своего бывшего партнёра с ней и его нынешними отношениями с Райдером. Поначалу она пытается порадоваться за неё и улыбается, но в итоге приходит в ярость и разбивает кувалдой телевизор. По мнению Дарлин Адероджу из People, в фильме показано «эмоциональное путешествие, которое переживает влюблённый, разбивший сердце, когда его бывший официально уходит к другой».

## Живые выступления
Исполнение Родриго песни «Deja Vu» для MTV Push было опубликовано в Интернете 1 мая 2021 года. Она повторила песню во время своего концерта Tiny Desk Concert в департаменте автотранспорта в декабре 2021 года. Родриго спела её в розовом платье для Billboard Women in Music 2 марта 2022 года. Во время предварительного съёмок её сопровождала женская группа из четырёх человек в белых нарядах. Эндрю Унтербергер из Billboard отметил, что Родриго продемонстрировала типично уязвимую интимность и прямоту и предложила попеременно приятное и мрачное исполнение. Она включила «Deja Vu» в сет-лист своего концертного тура 2022 Sour Tour. Родриго исполнила песню на фестивале Гластонбери 2022. Она представила песню, сказав: «Я просто хотела задать вам вопрос, ребята, у кого-нибудь здесь бывает дежавю?», что, по мнению Лоры Снейпс из The Guardian, подчёркивает какофонию между её более экспромтными и запланированными моментами во время шоу. Родриго повторила «Deja Vu» в дуэте с Билли Джоэлом на фортепиано во время одного из концертов Billy Joel in Concert, после чего последовала «Uptown Girl».

## Участники записи
По данным сервиса Tidal.
- Оливия Родриго — вокал, автор
- Дэн Нигро — автор, продюсирование, звукозапись
- Рэнди Меррилл — мастеринг
- Mitch McCarthy — микширование
- Джек Антонофф — автор
- Тейлор Свифт — автор
- St. Vincent — автор

## Чарты
| Чарт (2021)                                | Высшая позиция |
| ------------------------------------------ | -------------- |
| Австралия (ARIA)                           | 3              |
| Австрия (Ö3 Austria Top 40)                | 25             |
| Канада (Canadian Hot 100)                  | 4              |
| Чехия (Singles Digitál Top 100)            | 10             |
| Бельгия/Фландрия (Ultratop 50)             | 49             |
| Бельгия/Фландрия (Ultratip Bubbling Under) | 18             |
| Германия (GfK)                             | 55             |
| Мир (Global 200, Billboard)                | 3              |
| Венгрия (Stream Top 40)                    | 19             |
| Ирландия (IRMA)                            | 2              |
| Япония (Billboard)                         | 1              |
| Литва (AGATA)                              | 17             |
| Нидерланды (Single Top 100)                | 33             |
| Новая Зеландия (Recorded Music NZ)         | 3              |
| Норвегия (VG-lista)                        | 17             |
| Португалия (AFP)                           | 5              |
| Испания (PROMUSICAE)                       | 56             |
| Швеция (Heatseeker, Sverigetopplistan)     | 2              |
| Швеция (Sverigetopplistan)                 | 46             |
| Швейцария (Schweizer Hitparade)            | 35             |
| Великобритания (OCC UK Singles)            | 4              |
| США (Billboard Hot 100)                    | 3              |
| США (Adult Contemporary, Billboard)        | 19             |
| США (Adult Top 40, Billboard)              | 5              |
| США (Mainstream Top 40, Billboard)         | 2              |

| Чарт (2021)                       | Позиция |
| --------------------------------- | ------- |
| Australia (ARIA)                  | 26      |
| Canada (Canadian Hot 100)         | 28      |
| Chile (Monitor Latino)            | 91      |
| Global 200 (Billboard)            | 27      |
| Hungary (Stream Top 40)           | 93      |
| Ireland (IRMA)                    | 20      |
| New Zealand (Recorded Music NZ)   | 28      |
| Puerto Rico (Monitor Latino)      | 92      |
| Switzerland (Schweizer Hitparade) | 99      |
| UK Singles (OCC)                  | 32      |
| US Billboard Hot 100              | 13      |
| US Adult Top 40 (Billboard)       | 23      |
| US Mainstream Top 40 (Billboard)  | 9       |

## Сертификации
| Регион | Сертификация                        | Продажи   |
| --- | ----------------------------------- | --------- |
| Австралия (ARIA) | 5× Платиновый                       | 350 000   |
| Канада (Music Canada) | 3× Платиновый                       | 240 000   |
| Дания (IFPI Danmark) | Золотой                             | 45 000    |
| Франция (SNEP) | Золотой                             | 100 000   |
| Италия (FIMI) | Золотой                             | 35 000    |
| Мексика (AMPROFON) | Бриллиантовый+2× Платиновый+Золотой | 1 050 000 |
| Новая Зеландия (RMNZ) | Платиновый                          | 30 000    |
| Норвегия (IFPI Norway) | Платиновый                          | 60 000    |
| Польша (ZPAV) | Платиновый                          | 50 000    |
| Португалия (AFP) | Платиновый                          | 10 000    |
| Испания (PROMUSICAE) | Платиновый                          | 60 000    |
| Великобритания (BPI) | Платиновый                          | 600 000   |
| США (RIAA) | 4× Платиновый                       | 4 000 000 |
| Стриминг |                                     |           |
| Швеция (GLF) | Золотой                             | 4 000 000 |
| Данные о продажах + прослушиваниях приведены только на основе сертификации. · Данные только о прослушиваниях приведены на основе сертификации. |                                     |           |

## История релиза
| Регион | Дата          | Формат                     | Лейбл      | Ссылка       |
| ------ | ------------- | -------------------------- | ---------- | ------------ |
| Мир    | 1 апреля 2021 | Цифровые загрузки стриминг | Geffen     | [ 5 ] [ 97 ] |
| США    | 6 апреля 2021 | Contemporary hit radio     | Interscope | [ 98 ]       |